# Provinciale weg 913
De provinciale weg 913 (N913) is een provinciale weg in de Nederlandse provincie Friesland. De weg vormt een verbinding tussen de N31 bij Garijp en de N356 bij Suameer.
De weg liep eerst langs de kern van Garijp en was buiten de bebouwde kom uitgebouwd als tweestrooks-gebiedsontsluitingsweg. Op 16 januari 2015 werd de rondweg van Garijp geopend, de weg loopt nu met een ruime boog langs het dorp is opgewaardeerd tot tweestrooks-autoweg met ongelijkvloerse kruisingen.
N34 · N46 · N351 · N353 · N354 · N355 · N356 · N357 · N358 · N359 · N360 · N361 · N362 · N363 · N364 · N365 · N366 · N367 · N368 · N369 · N370 · N371 · N372 · N373 · N374 · N375 · N376 · N377 · N378 · N379 · N380 · N381 · N382 · N383 · N384 · N385 · N386 · N387 · N388 · N390 · N391 · N392 · N393 · N398

N851 · N852 · N853 · N854 · N855 · N856 · N857 · N858 · N860 · N861 · N862 · N863 · N865 · N910 · N913 · N917 · N918 · N919 · N924 · N927 · N928 · N962 · N963 · N964 · N966 · N967 · N969 · N972 · N973 · N974 · N975 · N976 · N977 · N978 · N979 · N980 · N981 · N982 · N983 · N984 · N985 · N986 · N987 · N988 · N989 · N990 · N991 · N992 · N993 · N994 · N995 · N996 · N997 · N998 · N999

Cursief vermelde wegen zijn voormalige provinciale wegen.